# Atyria tenuis
Atyria tenuis là một loài bướm đêm trong họ Geometridae.